# Georges Bordonove
Georges Bordonove (Enghien-les-Bains, 25 maggio 1920 – Antony, 16 marzo 2007) è stato uno scrittore e biografo francese.

## Biografia
Ha ricevuto diversi premi letterari: dall'Académie française, per il romanzo Les Quatre Cavaliers e il saggio Les Marins de l'An II, nonché la borsa di studio Goncourt per la narrativa storica per Le Naufrage de «La Méduse» . È stato membro del comitato di sostegno del movimento L'Unité capétienne, dove troviamo i nomi di Marcel Jullian, André Castelot, Gonzague Saint-Bris, Jean Dutourd, Reynald Secher.
È autore di numerose opere di divulgazione destinate al grande pubblico. Nell'articolo del necrologio su Le Monde pubblicato il 20 marzo 2007, Philippe-Jean Catinchi riporta questo apprezzamento: «Nonostante una visione raramente coerente con lo stato della ricerca storica, il pubblico c'è» e, poco più avanti: «Segnaliamo anche i suoi contributi a un'altra raccolta per il grande pubblico, di incerto rigore scientifico alla prova dei decenni, La Vie quotidienne, edita da Hachette.».
Georges Bordonove è stato uno scrittore prolifico il cui lavoro si divise tra romanzi storici e saggi. Le sue biografie, come quelle dei re di Francia, sono caratterizzate da capitoli brevi, densi, ricchi di dettagli, comprendenti un accumulo di nomi, oltre a conversazioni talvolta in francese antico (con traduzioni). Ogni racconto è animato dal desiderio di fornire un quadro completo della vita e del pensiero del biografato, accompagnato da arguto umorismo. Se i testi possono talvolta sembrare ricadere nell'agiografia, questa compiacenza dell'autore, senza molto ledere il valore storico dei racconti, d'altronde spesso li rende più vivi.
Riposa nel cimitero di Château-d'Oléron.

## Opere

### Storia della Francia

#### CollezioneLes Grandes Heures de l'Histoire de France
- Les Croisades et le royaume de Jérusalem, 1992.
- La Tragédie cathare, 1991.
- La Tragédie des Templiers, 1993.
- Jeanne d'Arc et la Guerre de Cent Ans, 1994.
- Richelieu tel qu'en lui-même, 1997.
- Mazarin, le pouvoir et l'argent, 1996.
- Talleyrand: prince des diplomates, 1999.
- Louis XVII et l'énigme du Temple, 1995.
- Napoléon, 1978.
- Napoléon III, 1998.

#### CollezioneLes Rois qui ont fait la France

##### Serie Les Précurseurs
- Clovis et les Mérovingiens, 1988.
- Charlemagne : empereur et roi, 1989.

##### SerieLes Capétiens
- Hugues Capet, le fondateur, 1986.
- Philippe Auguste : le Conquérant, 1983.
- Saint Louis : roi éternel, 1984.
- Philippe le Bel : roi de fer, 1984.

##### SerieLes Valois
- Jean le Bon et son temps, Parigi: Ramsay, 1980 (riedizione Pygmalion, 2000, col titolo Jean II: le Bon).
- Charles V le Sage, 1985.
- Charles VI le roi fol et bien-aimé, 2006.
- Charles VII le Victorieux, 1985.
- Louis XI, le diplomate, 1986.
- Louis XII, le père du peuple, 2000.
- François Ier, le Roi-Chevalier, 1987.
- Henri II, roi gentilhomme, 1987.
- Charles IX: Hamlet couronné, 2002.
- Henri III roi de France et de Pologne, 1988.

##### Serie Les Bourbons
- Henri IV le Grand, 1981.
- Louis XIII le Juste, 1981.
- Louis XIV: Roi-Soleil, 1982.
- Louis XV: le Bien-Aimé, 1982.
- Louis XVI: le Roi-Martyr, 1983.
- Louis XVIII : le Désiré, 1989.
- Charles X : dernier roi de France et de Navarre, 1990.
- Louis-Philippe : roi des Français, 1990.

### Altre opere storiche
- Vercingétorix, Parigi, Club des libraires de France, 1959 (riedizioni: Pygmalion, 1978 e 1997).
- Les Templiers, Parigi, Fayard, 1963 (riedizione: 1977).
- La Guerre de Vendée, Parigi, Julliard, 1964.
- Les Rois fous de Bavière, Parigi, R. Laffont, 1964.
- Le Roman du Mont Saint-Michel, douze siècles de foi, d'art et d'histoire, Parigi: R. Laffont, 1966.
- Prestiges de la Vendée, Parigi, France-Empire, coll. « Histoire et terroirs », 1968.
- La Guerre de Six Cents Ans, Parigi, R. Laffont, 1971.
- Mandrin, Paris, Hachette, 1971.
- Histoire du Poitou, Parigi, Hachette, 1973.
- Le Naufrage de La Méduse, collana Les Ombres de l’histoire, in-8°, Paris, R. Laffont, 1973..
- Les Marins de l'an II, Parigi, R. Laffont, 1974.
- La Vie quotidienne en Vendée pendant la Révolution, Parigi: Hachette, coll. « La Vie quotidienne », 1974[5].
- L’Affaire de La Méduse, tapuscrit in-8°, 1975..
- Grands mystères et drames de la mer, Paris, Pygmalion, 1975.
- La Vie quotidienne des Templiers au XIIIe siècle, Parigi, Hachette, coll. «La Vie quotidienne», 1975.
- Foucquet, coupable ou victime?, Parigi, Pygmalion, 1976 (diverse riedizioni).
- Jacques Cœur et son temps, Parigi, Pygmalion, 1977.
- La Vie quotidienne de Napoléon en route vers Sainte-Hélène, Parigi, Hachette, coll. «La Vie quotidienne», 1977.
- Histoire secrète de Paris, Parigi, Albin Michel, 1980, 2 volumi.
- Émile Mangenot (1910-1991), Bagnoles-de-l'Orne, Y. Mangenot, 1991, 127 p.

### Saggi
- Henry de Montherlant, essai suivi de Textes choisis et d'un fragment de 'Port-Royal' de Henry de Montherlant…, Parigi: Éditions universitaires, coll. « Classiques du XXe siècle », n.18, 1954. 146 pag.
- Molière génial et familier, Parigi, R. Laffont, 1967 (ristampa Pygmalion, 2003, col titolo Molière ).
- Molière, lavoro collaborativo, Parigi : Hachette - Realtà, 1976.

### Romanzi
- La Caste, Parigi, Julliard, 1952 (riedizione Parigi: Livre de poche, 1993).
- Pavane pour un enfant, Parigi, Julliard, 1953 (riedizione Parigi, Pygmalion, 1996)
- Les Armes à la main, Parigi, Julliard, 1955 (riedizione Parigi, Pygmalion, coll. « Les Dames du lac », 1993. 319 p.)
- Le Bûcher, Parigi, Julliard, 1957, 255 p. (riedizione Parigi, Pygmalion, 1990. 335 p.)
- Deux cents chevaux dorés, Parigi, Julliard, 1958, 271 p. (riedizione Parigi, Pygmalion, 1992).— Prix des libraires 1959.
- L'Enterrement du comte d'Orgaz, Parigi, Julliard, 1959. 239 p. (riedizione Parigi, Pygmalion, 1999, sous le titre L'Infante de Tolède : l'Enterrement du comte d'Orgaz)
- Les Tentations, Parigi, Julliard, 1960. 351 p.
- Gilles de Rais, Parigi, Club des éditeurs, 1961 (riedizione Parigi, Pygmalion, coll. « Bibliothèque infernale », 2001).
- Requiem pour Gilles, Parigi, Julliard, 1961. 248 p.
- Les Quatre cavaliers, Parigi, Julliard, 1962. 299 p.
- Chien de feu, Parigi, Julliard, 1963, 261 p. (molte riedizioni, di cui una dal titolo Le vieil homme et le loup, Parigi, Pygmalion, 1985. 256 p. e Parigi, Montbel, 2011. 312 p.) Prix Bretagne 1963
- Les Atlantes, Parigi, R. Laffont, 1965. 368 p. (riedizione Parigi, Le Livre de Poche, n.3357, 1972. 382 p.)
- Les Lances de Jérusalem, Parigi, R. Laffont, 1966 (riedizione Parigi: Pygmalion, 1994)
- La Toccata, Parigi, R. Laffont, 1968. 343 p.
- Guillaume le Conquérant, Parigi, R. Laffont, coll. «Plein vent » n.52, 1969. 253 p.
- Le Chevalier du Landreau, Parigi, R. Laffont, 1970. 352 p.
- Le Dernier Chouan, Parigi, Pygmalion, 1976. 310 p. (réédition 2000)
- Les Survivants de l'Atlantide, Parigi, Pygmalion, 1995. 329 p.

### Altro
- Mémoires de chat, Parigi : Pigmalione, 2002 . 173 pag.

## Onorificenze
- Ufficiale della Legion d'Onore
- Borsa Goncourt per la narrativa storica
- Premio dei librai 1959
- Premio Bretagna 1963
- Premio Jules-Davaine (1963) e Premio Broquette-Gonin (1975) dell'Accademia di Francia